# Linde (Halloh-Kapelle Wallen)

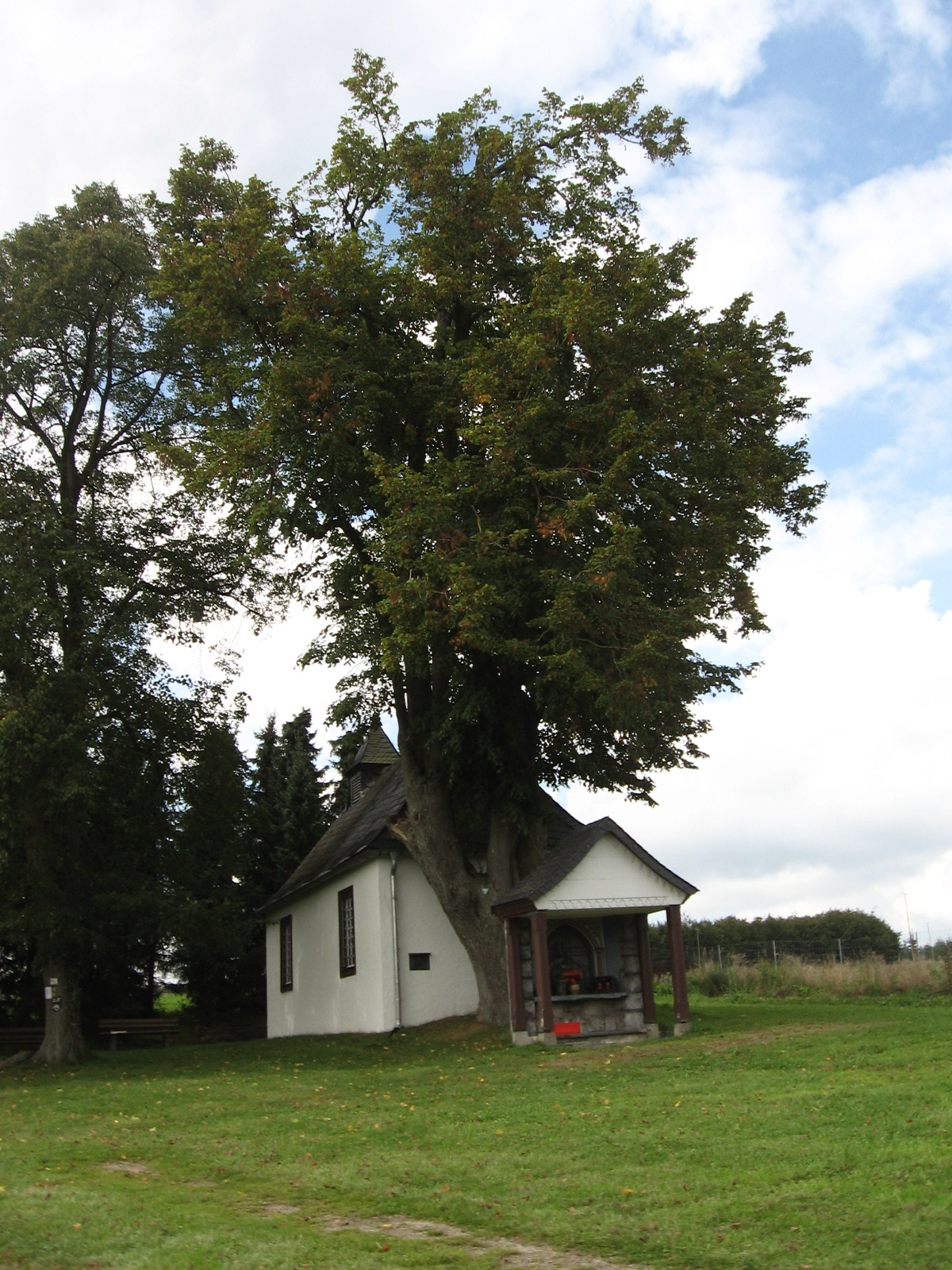
Naturdenkmal Linde neben der Halloh-Kapelle

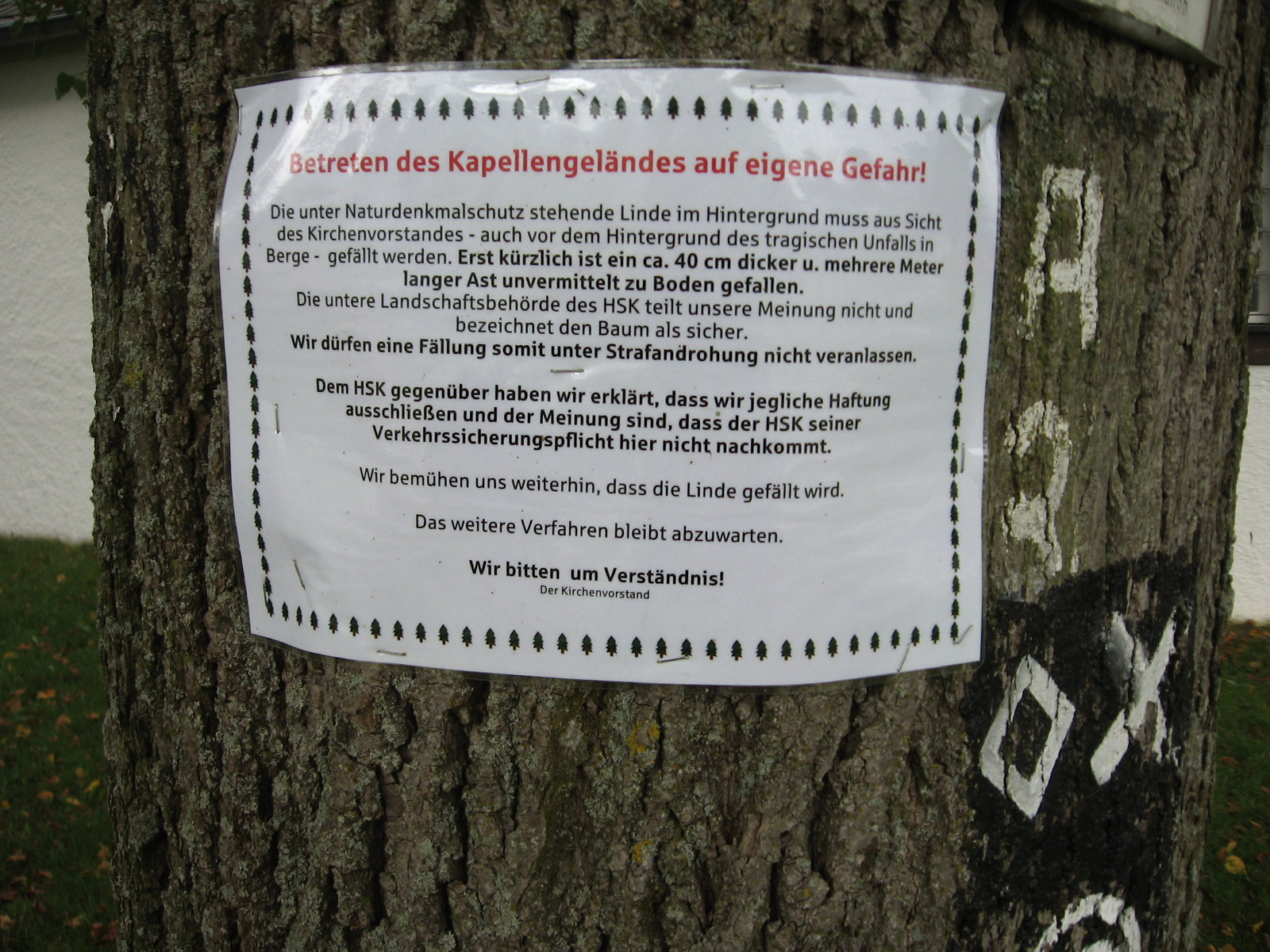
Hinweis am Nebenbaum des Naturdenkmal

Das Naturdenkmal Linde mit einem Stammdurchmesser von 1,0 m stand neben der Halloh-Kapelle nördlich von Wallen im Stadtgebiet von Meschede. Der Baum wurde 2008 mit dem Landschaftsplan Meschede durch den Hochsauerlandkreis unter der Nr. 2.2.23 als Naturdenkmal (ND) ausgewiesen. 2016 fällte man den Baum.
Am letzten Juli-Wochenende 2014 war an der Linde ein dicker Ast abgebrochen. Nach dem Astabbruch forderte der Kirchenvorstand von St. Severinus Calle die Fällung der Linde wegen der Verkehrssicherungspflicht. Der Hochsauerlandkreis als Ordnungsbehörde stimmte der Fällung nicht zu. Zwei Baum-Kontrolleure untersuchten, unabhängig voneinander, die Linde auf die Verkehrssicherungspflicht. Beide stuften die Linde als standsicher ein. Kurz darauf fanden Maßnahmen am Baum statt. Um die Stand- und Bruchsicherheit des Naturdenkmals zu verbessern, wurde der Baum beschnitten und Sicherungssysteme in der Krone eingebaut. Diese Maßnahmen hatten laut Kreis nichts mit dem Ast-Bruch vom Juli zu tun. Der Auftrag zu den Sicherungsarbeiten war bereits im April gegeben worden. Der Kirchenvorstand hängte Zettel auf, mit dem Hinweis, wonach das Betreten des Geländes „auf eigene Gefahr“ erfolge. Laut Landschaftsgesetz ist der Eigentümer, hier die Kirchengemeinde, für die Verkehrssicherungspflicht zuständig. Da die Linde vom Kreis als Naturdenkmal ausgewiesen wurde, muss der Kreis für die Pflege des Baumes aufkommen.
Im März 2016 fällte man die Linde da er nun als nicht standsicher eingestuft wurde.